# Caríntia (Eslovénia)

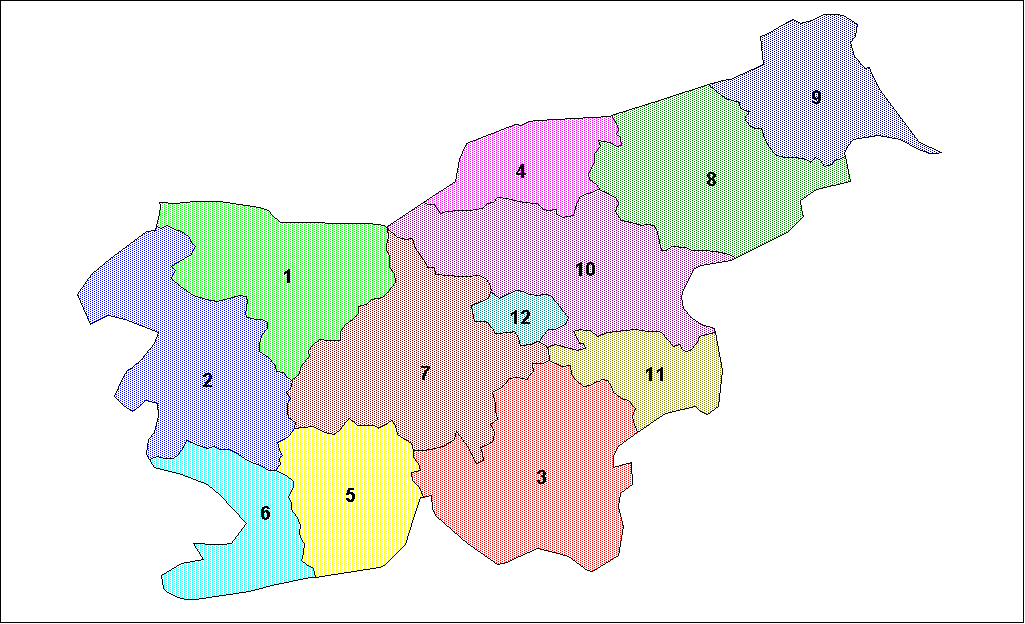
Koroška (nº 4, em rosa, no centro-norte), região estatística da Eslovénia

A região da Caríntia (em esloveno:  Koroška), também conhecida como Caríntia Eslovena, é uma das doze regiões estatísticas em que se subdivide a Eslovénia. Em finais de 2005, contava com uma população de 73 754 habitantes.
É composta pelos seguintes municípios:
- Črna na Caríntia (Črna na Koroškem)
- Dravogrado (Dravograd)
- Mežica
- Mislinja
- Muta
- Podvelka
- Prevalje
- Radlje no Drava (Radlje ob Dravi)
- Ravne na Caríntia (Ravne na Koroškem)
- Ribnica no Pohorje (Ribnica na Pohorju)
- Gradec Eslovena (Slovenj Gradec)
- Vuzenica